# 3rd Division (Vereinigtes Königreich)

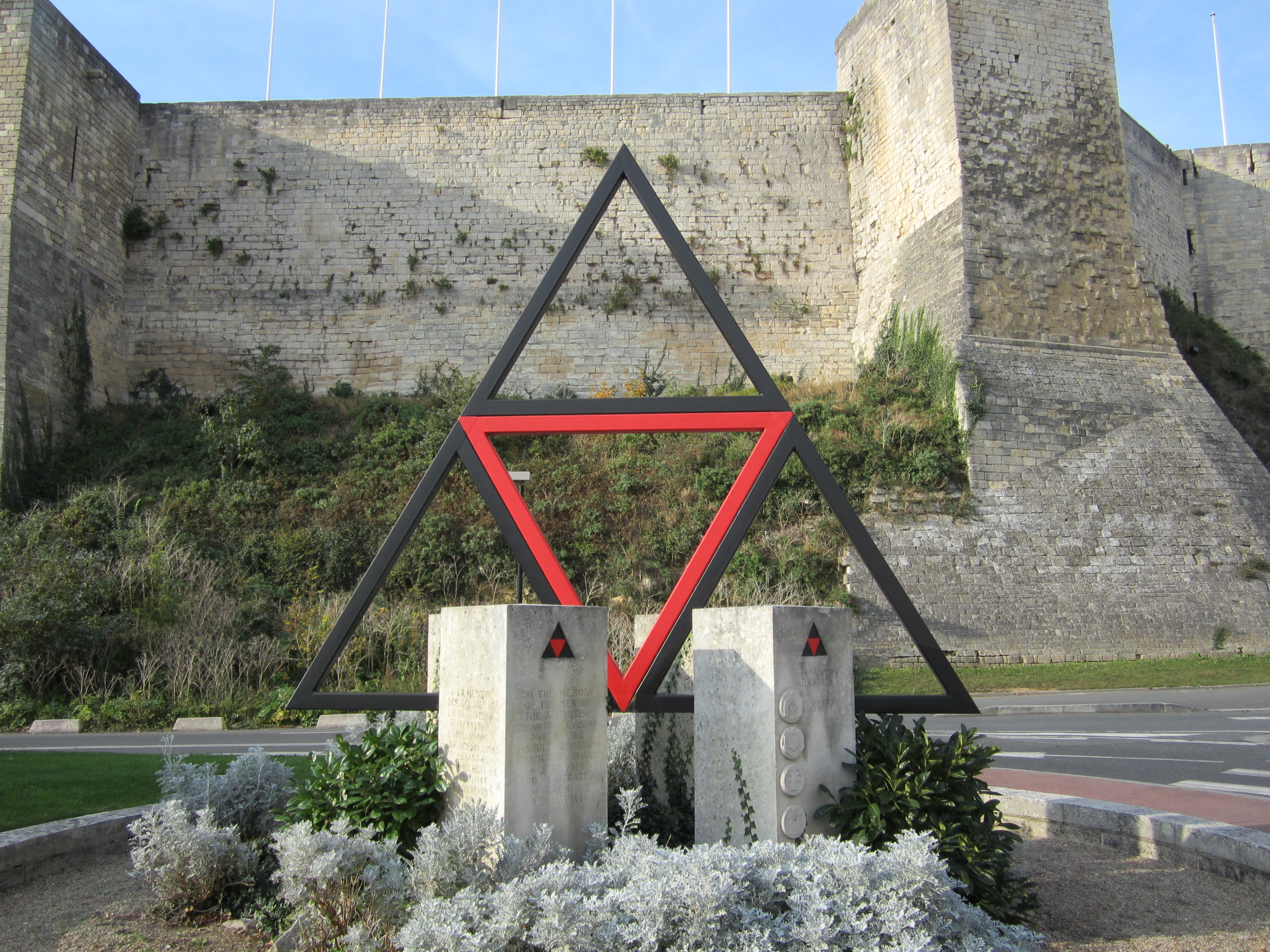
Denkmal der 3. Div. in Caen

Die 3rd (United Kingdom) Division (deutsch 3. Infanteriedivision) war eine Infanterie- und später Panzerdivision der British Army. Die Division wurde im Laufe ihrer Geschichte mehrfach umbenannt: 3rd Division von 1907 bis 1976, 3rd Armoured Division von 1976 bis 1992, 3rd (UK) Division von 1992 bis 1999, 3rd (UK) Mechanised Division von 1999 bis 2014 und seit 2014 3rd (United Kingdom) Division. Sie wurde erstmals im Zweiten Weltkrieg aufgestellt und war von 1976 bis 2015 als Teil der britischen Streitkräfte in Deutschland stationiert. Im Juli 2014 wurde der Verband in 3rd (United Kingdom) Division, bzw. 3rd Division (Vereinigtes Königreich), umbenannt. Sie ist eine von gegenwärtig zwei aktiven Divisionen der British Army. Das Divisionsabzeichen ist ein auf der Basis stehendes schwarzes gleichseitiges Dreieck, das durch ein aufgelegtes auf der Spitze stehendes rotes gleichseitiges Dreieck, das mit den Spitzen die Dreieckseiten halbiert, in vier gleich große Dreiecke geteilt wird.

## Geschichte

### Vorherige Verbände mit dieser Bezeichnung
Eine 3rd Division wurde in der britischen Armee erstmals durch Sir Arthur Wellesley während der Napoleonischen Kriege im Jahr 1809 aufgestellt. Sie kämpfte auf der Iberischen Halbinsel und im Waterloo-Feldzug 1815. Eine neue 3rd Division wurde anlässlich des Krimkrieges gebildet. Dort nahm sie an der Schlacht an der Alma und der Belagerung von Sewastopol teil.
Im Zeitraum 1899 bis 1902 gab es erneut eine 3rd Division, die zuerst unter Kommando von General William Gatacre am Zweiten Burenkrieg teilnahm, ein Teil der Einheiten wurde allerdings Francis Clerys Division innerhalb der Natal Field Force unterstellt.

### Permanente Division und Erster Weltkrieg
1907 wurde im Zuge der Haldane-Reformen eine permanente 3rd Division als Teil des für den Einsatz in Übersee im Falle eines großen Krieges geplanten stehenden Heeres aufgestellt. Im Gegensatz zu den während des Krieges aufgestellten Kitchener-Divisionen gehörte sie zur regulären Armee. Sie wurde im August 1914 als Teil der British Expeditionary Force mobilgemacht und landete als Teil des II Corps (General James Grierson) am 16. August 1914 in Nordfrankreich.
Gliederung im August 1914

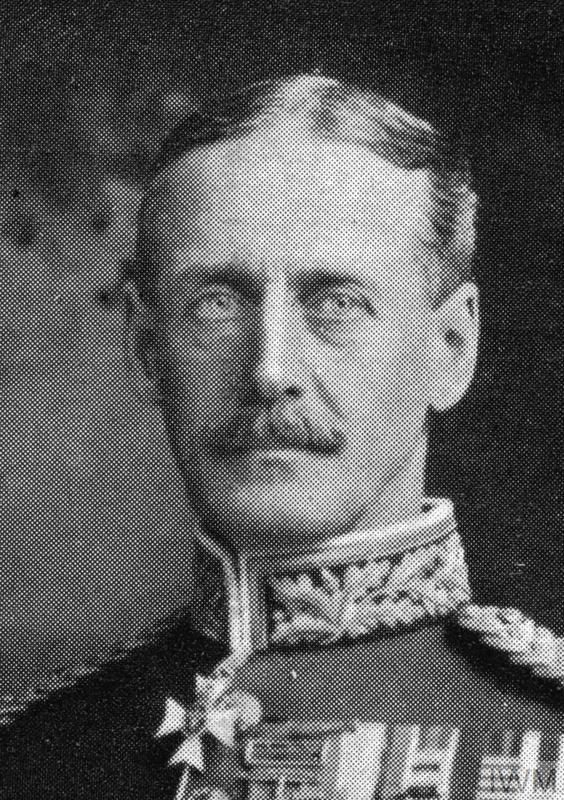
General Hubert Hamilton (1861–1914)

7th Brigade, Brigadegeneral Frederick McCracken
- 3rd Worcestershire
- 2nd South Lancashire
- 1st Wiltshire
- 2nd Royal Irish Rifles

8th Brigade, Brigadegeneral Beauchamp Doran
- 2nd Royal Scots
- 2nd Royal Irish
- 4th Middlesex
- 1st Devonshire
- 1st Honourable Artillery Company

9th Brigade, Brigadegeneral F. C. Shaw
- 1st Northumberland Fusiliers
- 4th Royal Fusiliers
- 1st Lincolnshire
- 1 Royal Scots Fusiliers

Die 3rd Division unter Führung von General Hubert Hamilton kämpfte in der Schlacht von Mons, bei Le Cateau und nahm ab 9. September 1914 im Raum Château-Thierry an der Gegenoffensive an der Marne teil. Nach der Teilnahme an der Schlacht an der Aisne wurde die Division während des Wettlaufs zum Meer nach La Bassée verlegt.
General Hamilton ritt am 14. Oktober mit einigen Begleitern in der Nähe der Front bei Vieille-Chapelle. Als sie gerade abgestiegen waren, explodierte in ihrer Nähe eine Granate. Hamilton wurde von einem Granatsplitter an der Stirn getroffen und war sofort tot. In der Ersten Flandernschlacht hatte die nach Estaires im Raum südlich von Armentières verlegte Division von Mitte Oktober bis Ende November 1914 Verluste von 8355 Mann zu beklagen. Unter der Führung von General Haldane übernahm die Division im Frühjahr 1915 nach dem eingetretenen Stellungskrieg im Raum südöstlich von Ypern den Abschnitt von den Höhen von Messines bis Sint-Elooi (5 km südlich von Ypres).
Während der Schlacht an der Somme war die Division im Juli 1916 im Abschnitt Bazentin und gegen den Deville Wald (direkt östlich von Longueval) angesetzt. Im Rahmen des V Corps (Edward Fanshawe) wurde die 3rd Division Mitte November 1916 zusammen der 2nd und 51st Division gegen die deutsche Verteidigung nördlich der Ancre angesetzt. Die Division erhielt im Zuge der Kämpfe an der Somme den Spitznamen Iron Division („Eiserne Division“).
Im April und Mai 1917 führte die Division unter Generalmajor Cyril Deverell im Rahmen der Schlacht von Arras Angriffe an der Scarpe, bei Arleux, Monchy und Roeux. In der Dritten Flandernschlacht verlor die Division im September 1917 bei den Angriffen an der Menin Road und im Polygon Wald innerhalb weniger Tage 4032 Soldaten.
Während der deutschen Michael-Offensive ab 21. März 1918 lag die 3rd Division wieder im Raum Arras und hielt die Front von Guémappe bis Croiselles, wo sie am 29. März im Abwehrkampf durch kanadische Truppen entlastet wurde. Im April 1918 wurde die 3rd Division nach Norden verlegt und auch in der Schlacht an der Lys eingesetzt. Während der Hunderttageoffensive überquerte die Division im September 1918 den Canal du Nord und war an den Kämpfen um Cambrai und an der Schlacht an der Selle beteiligt.

### Zweiter Weltkrieg

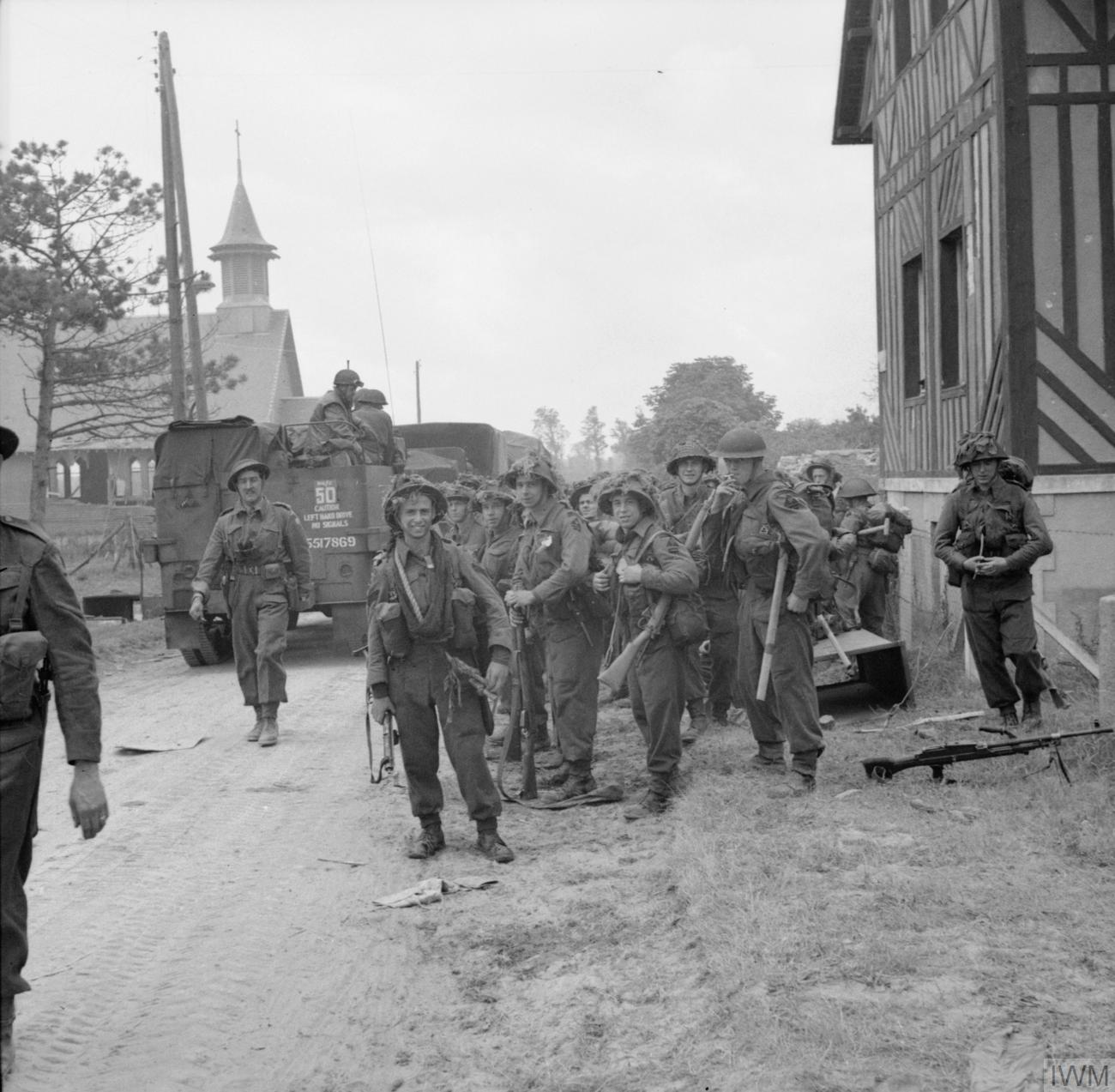
2nd Battalion, Royal Ulster Rifles marschieren 1944 vom Sword-Beach (D-Day) landeinwärts

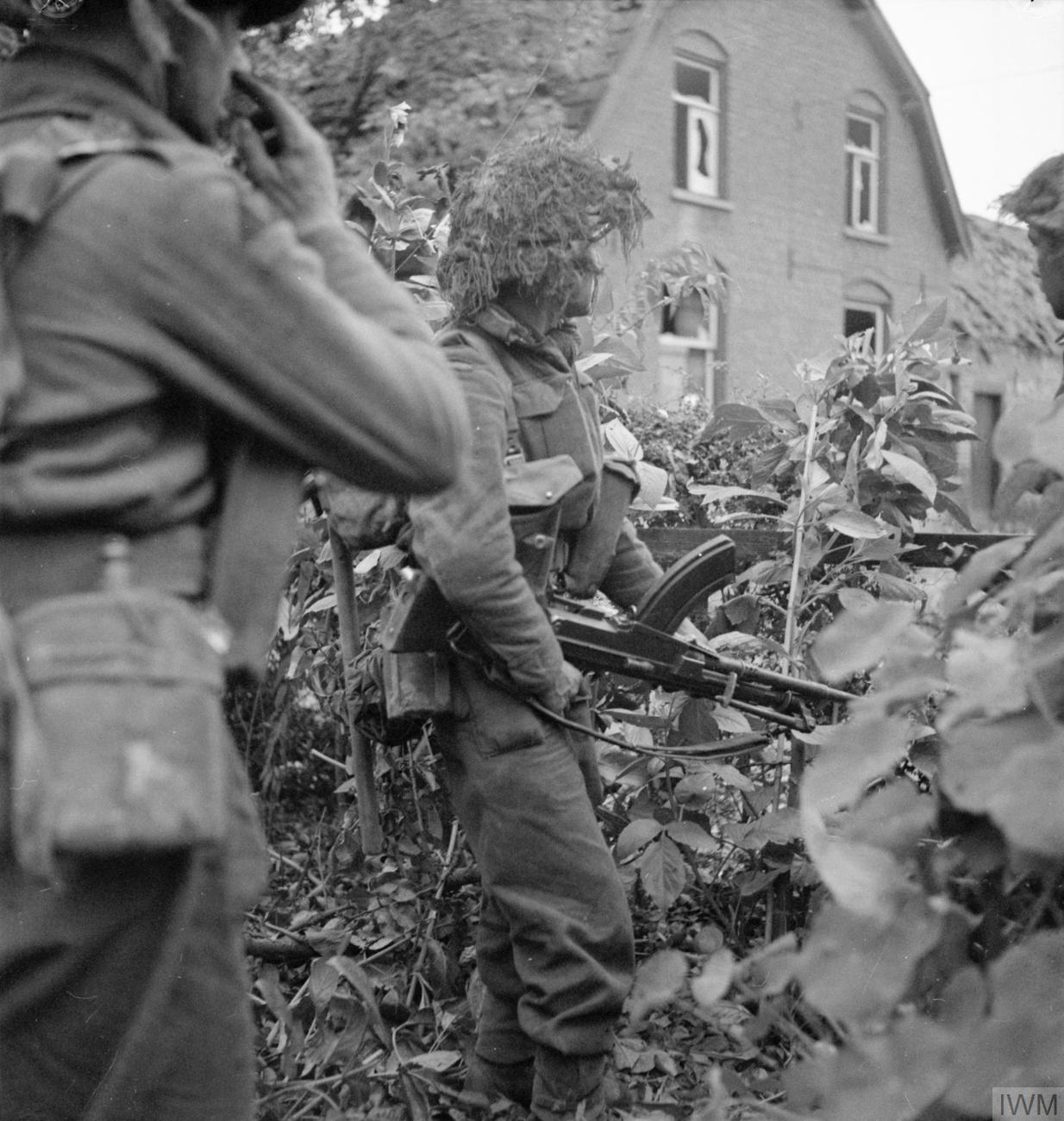
2nd Battalion, East Yorkshire Regiment 1944 in Holland

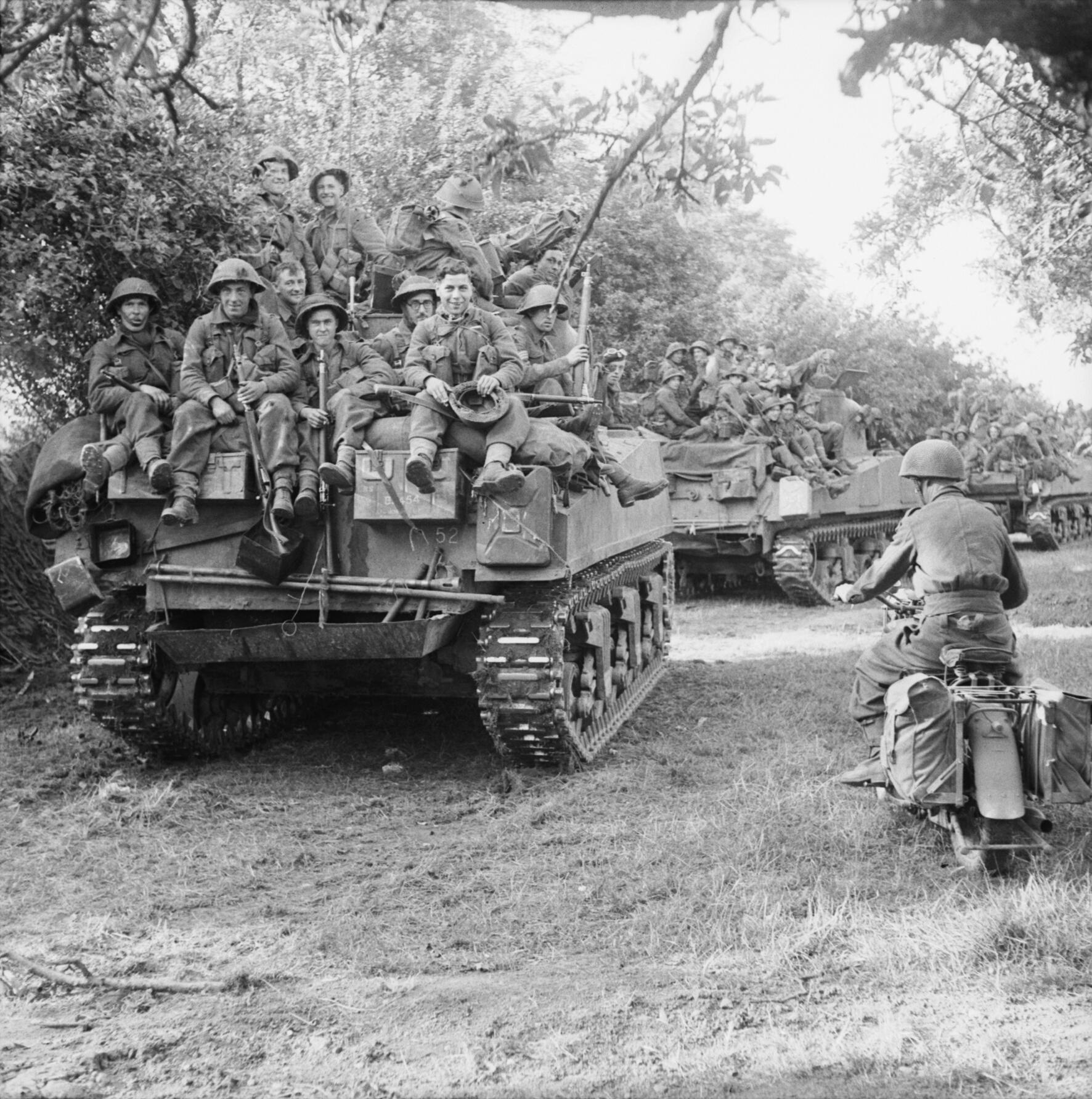
Angehörige der 3. Div auf Sherman-Panzern im Juli 1944

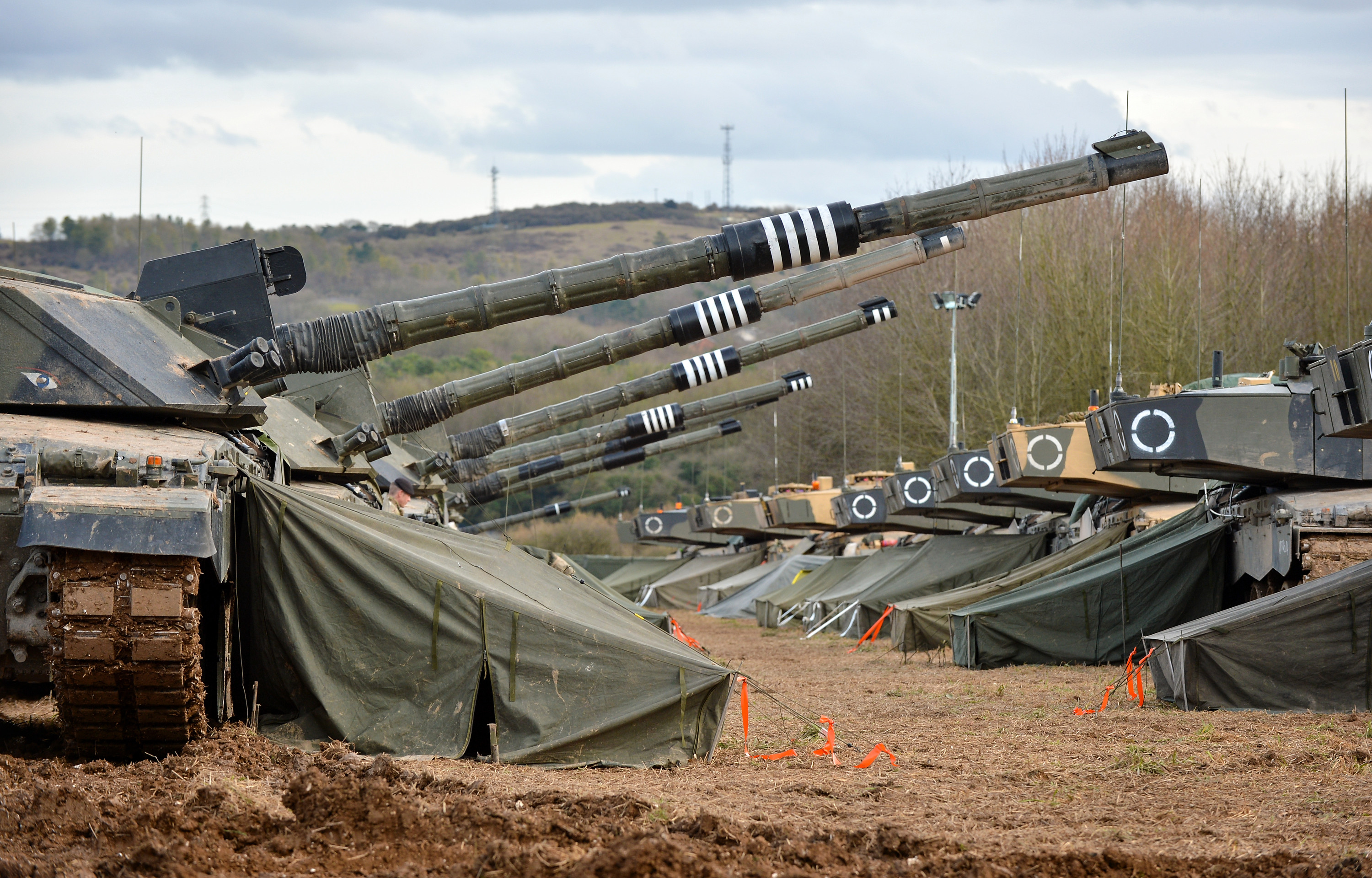
Manöver der 3rd Div UK 2016

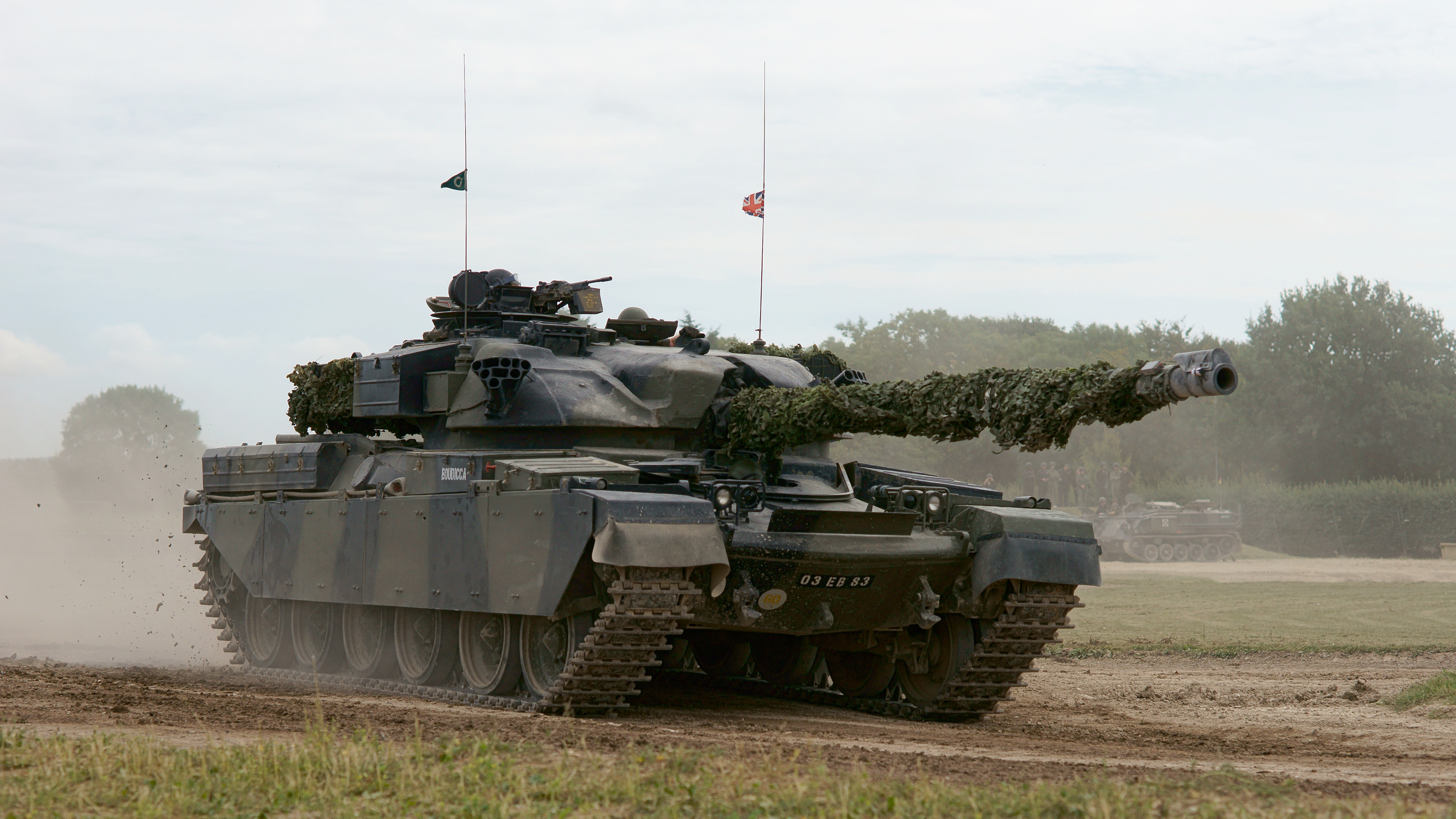
Chieftain Kampfpanzer als Hauptwaffensystem der 3rd Armoured Division

Die Division war Teil der British Expeditionary Force (BEF) und wurde von August 1939 bis Sommer 1940 von General Bernard Montgomery kommandiert. Nach Monaten des Sitzkrieges begannen mit dem deutschen Angriff am 10. Mai 1940 der Westfeldzug, in deren Verlauf sich die alliierten Streitkräfte rasch an die Kanalküste zurückziehen mussten. Nach dem Angriff der Deutschen auf Dünkirchen wurde die 3rd Division während der Schlacht um Dünkirchen in der Operation Dynamo Ende Mai erfolgreich zur See evakuiert.
Gliederung im Mai 1944
8th Brigade:
- 1st Battailon Suffolk Regiment
- 2nd Battailon East Yorkshire Regiment
- 1st Battailon South Lancashire Regiment

9th Brigade:
- 2nd Battailon Lincolnshire Regiment
- 1st Battailon King’s Own Scottish Borderers
- 2nd Battailon Royal Ulster Rifles

185th Brigade:
- 2nd Battailon Royal Warwickshire Regiment
- 1st Battailon Royal Norfolk Regiment
- 2nd Battailon King’s Shropshire Light Infantry

Die 3rd Division unter General Tom Rennie war am 6. Juni 1944 während der Operation Overlord die erste Division, die am D-Day am Strandabschnitt Sword landete und war ein Teil der Verstärkung, welche die bereits gelandete 6th Airborne Division nach der Operation Tonga unterstützte.
Die Division landete im Rahmen des I Corps (General John Crocker) ab 7.25 Uhr östlich der Orne und des Caen-Kanals. Zur Verteidigung lagen am Sword Beach Teile der deutschen 716. Infanterie-Division, sowie Kräfte der 21. Panzer-Division, die aus dem nahen Hinterland eingreifen konnten. Im Osten hinter der Dives war noch zusätzlich die 711. Infanterie-Division stationiert. Die Briten konnten trotz des deutschen Widerstands ins Landesinnere vordringen und sich mit den Soldaten der 6th Airborne Division vereinen. Das Vorrücken auf Caen wurde erheblich durch die deutsche 21. Panzer-Division behindert. Es dauerte bis Mitte Juli, bis Caen vollständig eingenommen werden konnte.
Nach der Schlacht im Reichswald (7. bis 22. Februar 1945) stieß die 3rd Division unter Major-General Lashmer G. Whistler im Raum Kleve zum Rhein vor. Während der Operation Plunder (März 1945) war die Division Teil des XXX Corps und beteiligte sich am Ausbruch aus dem Brückenkopf bei Wesel.

### Nachkriegszeit
Die Division wurde am 1. April 1951 am Suezkanal unter dem Kommando von General Sir Hugh Stockwell neu geformt und war Teil der Middle East Land Forces.
1976 wurde daraus die 3rd Armoured Division, welche ab 1977 in den St. Sebastian Barracks bei Körbecke (Möhnesee) in der Nähe von Soest stationiert war. Während der 1970er Jahre bestand die Division aus zwei Kernbrigaden, der 6th und 33rd Armoured Brigade. 1976 wurde sie in 3rd Armoured Division umbenannt und dem I. BR Corps unterstellt. Im Kriegsfall wäre sie in die Task Force ECHO und FOXTROTT umgruppiert worden. In den 1980er Jahren waren dem Verband die 4th Armoured Brigade (4. Panzerbrigade), die 6th Airmobile Brigade (6. Luftbewegliche Brigade) und die 19th Infantry Brigade (19. Infanteriebrigade) unterstellt.
Die Division besaß ein Armoured Recce Regiment (Panzeraufklärungs-Regiment), sowie drei Artillerie-Regimenter mit 105 mm FV433 Abbot SPG Selbstfahrlafetten und 155 mm M109 Panzerhaubitzen. Das Konzept der luftbeweglichen Brigaden (airmobile anti-tank barrier) wurde erstmals auf der freilaufenden NATO-Übung Lionheart 84 im südlichen Niedersachsen erprobt. Das Hauptwaffensystem der 3rd Armoured Division war zunächst der Chieftain und später der Challenger Kampfpanzer. Von letzteren führte der Verband 224.
Während die 3rd und 4th Armoured Division ihre Stellungsräume direkt am VRV zugewiesen bekamen, wurde die 2nd Armoured Division als operative Reserve im rückwärtigen Verantwortungsbereich des I. BR Korps bereitgehalten.
Der Division wurde 1992 eine neue Rolle als mechanisierte Division zugedacht, deshalb wurde aus ihr die 3rd Mechanised Division mit Hauptquartier in Bulford, Wilshire. Als solche nahm sie 1995/1996 und 1998 am Friedenseinsatz in Bosnien-Herzegowina teil. Zu dieser Zeit bestand sie aus drei Brigaden: der 1st Mechanized (mechanisierten), 19th Mechanized (mechanisierten) und der 5th Airborne (Luftlande) Brigade.
Im September 1999 wurde die Division erneut umfunktioniert. Als britische 3rd Mechanised Division bildete sie die einzige kontinuierlich kampfbereite Division im Vereinigten Königreich, da die zweite kampfbereite Division der British Army, die 1st Armoured Division, in Deutschland stationiert war. Sie war in den Picton Barracks, Bulford Camp, stationiert.

#### Gliederung während des Kalten Krieges
- 1st Mechanized Brigade
- 4th Mechanized Brigade
- 12th Mechanized Brigade
- 3rd Signal Regiment
- 5th Regiment Heeresflieger Korps (Lynx Hubschrauber)
- 36th Engineer Regiment, Royal Engineers
- 3rd Regiment, Royal Military Police
- The Royal Wessex Yeomanry

## Gegenwart

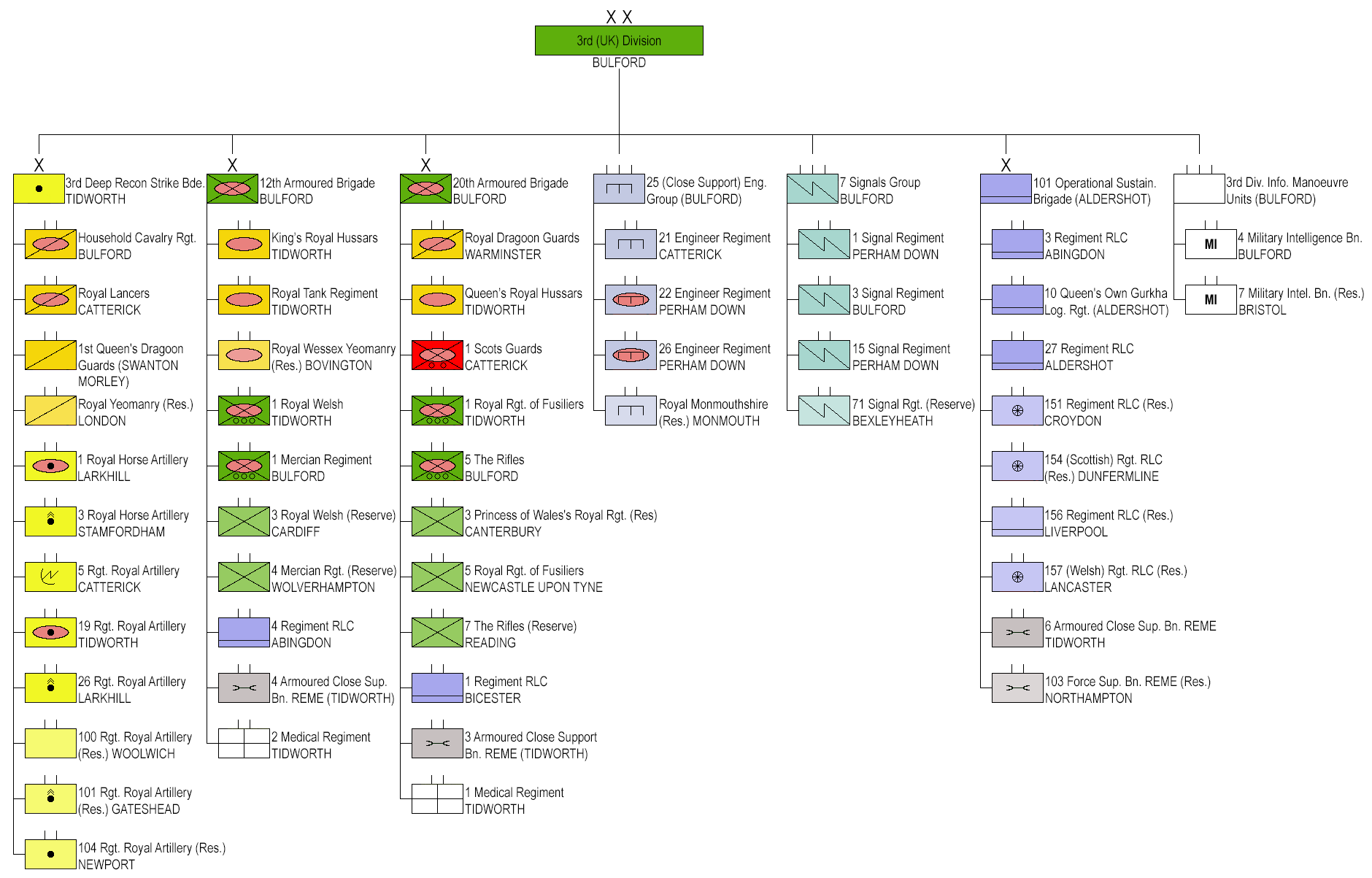
3rd (UK) Division Organisation 2025

Im Zuge der Armeereform „Army 2020“ wurde die Division in 3rd (United Kingdom) Division umbenannt und besteht seitdem aus den folgenden Komponenten:
- 1st Deep Recce Strike Brigade Combat Team
- 12th Armoured Brigade Combat Team
- 20th Armoured Brigade Combat Team
- 7 Signal Group
- 25th (Close Support) Engineer Group
- 101 Operational Sustainment Brigade

Das Divisionshauptquartier befindet sich weiterhin in Bulford, Wiltshire.
In Folge des 2014 ausgebrochenen Russisch-Ukrainischen Kriegs begann mit einiger Verzögerung eine Umorientierung der NATO in Richtung Bündnisverteidigung. Die auf dem NATO-Gipfel in Den Haag 2025 vereinbarten Fähigkeitsziele sehen vor, die Division zu einer schlagkräftigeren schweren Panzerdivision zu entwickeln. Hierzu soll sie primär mit Kampfpanzern des Typs Challenger 3 und Schützenpanzern der Ajax-Familie ausgerüstet werden.

## Kommandeure
Kommandeure 3rd Division
- Major-General Sir Bruce M. Hamilton (1902 – Mai 1904)
- Major-General William E. Franklyn (Mai 1907 – Mai 1910)
- Major-General Sir Henry Rawlinson (Juni 1910 – Mai 1914)
- Major-General Hubert I. W. Hamilton (Mai – Oktober 1914)
- Major-General Colin J. Mackenzie (Oktober 1914)
- Major-General F. D. V. Wing (Oktober–November 1914)
- Major-General Aylmer Haldane (November 1914 – August 1916)
- Major-General Cyril Deverell (August 1916 – April 1919)
- Major-General Robert D. Whigham (Juni 1919 – Juli 1922)
- Major-General William Heneker (Juli 1922 – Juli 1926)
- Major-General John T. Burnett-Stuart (Juli 1926 – Mai 1930)
- Major-General Harry H. S. Knox (Mai 1930 – November 1932)
- Major-General Walter W. Pitt-Taylor (November 1932 – Oktober 1934)
- Major-General Robert Gordon-Finlayson (Oktober 1934 – April 1936)
- Major-General Cecil P. Heywood (April – Oktober 1936)
- Major-General Denis J. C. K. Bernard (Dezember 1936 – August 1939)
- Major-General Bernard Montgomery (August 1939 – Juli 1940)
- Major-General James A. H. Gammell (Juli 1940 – November 1941)
- Major-General Eric C. Hayes (November 1941 – Dezember 1942)
- Major-General William H. C. Ramsden (Dezember 1942 – Dezember 1943)
- Major-General Thomas G. Rennie (Dezember 1943 – Juni 1944)
- Major-General Lashmer G. Whistler (Juni 1944 – Januar 1947)
- Major-General John B. Churcher (Januar–Juni 1947)
- Major-General Hugh C. Stockwell (April 1951 – Mai 1952)
- Major-General J. H. Nigel Poett (Mai 1952 – März 1954)
- Major-General John B. Churcher (März 1954 – März 1957)
- Major-General George C. Gordon Lennox (March 1957 – November 1959)
- Major-General Charles H. P. Harington (November 1959 – Oktober 1961)
- Major-General Vivian W. Street (Oktober 1961 – September 1962)
- Major-General R. Michael P. Carver (September 1962 – August 1964)
- Major-General Cecil H. Blacker (August 1964 – Juni 1966)
- Major-General Anthony J. Deane-Drummond (Juni 1966 – Juli 1968)
- Major-General Terence D.H. McMeekin (Juli 1968 – Juni 1970)
- Major-General Glyn C.A. Gilbert (Juni 1970 – Juni 1972)
- Major-General Richard Edward Worsley (Juni 1972 – Juni 1974)
- Major-General Robin M. Carnegie (Juni 1974 – Juni 1976)

Kommandeure 3rd Armoured Division
- Major-General Michael J.H. Walsh (Juni 1976 – November 1978)
- Major-General Henry S.L. Dalzell-Payne (November 1978 – November 1980)
- Major-General J. Norman S. Arthur (November 1980 – November 1982)
- Major-General Antony K.F. Walker (November 1982 – Oktober 1984)
- Major-General David J. Ramsbotham (Oktober 1984 – März 1987)
- Major-General C. Edward W. Jones (März 1987 – Juni 1988)
- Major-General Michael J. Wilkes (Juni 1988 – Juni 1990)
- Major-General Christopher B.Q. Wallace (Juni 1990 – April 1992)

Kommandeure 3rd (UK) Division
- Major-General Hew W.R. Pike (April 1992 – April 1994)
- Major-General Michael D. Jackson (April 1994 – Juli 1996)
- Major-General Cedric N. G. Delves (Juli 1996 – Januar 1999)

Kommandeure 3rd (UK) Mechanised Division
- Major-General F. Richard Dannatt (Januar 1999 – November 2000)
- Major-General John C. McColl (November 2000 – Juli 2003)
- Major-General Graeme C.M. Lamb (Juli 2003 – Juni 2005)
- Major-General A. Richard D. Shirreff (Juni 2005 – Oktober 2007)
- Major-General Barney W.B. White-Spunner (Oktober 2007 – Mai 2009)
- Major-General James R. Everard (Mai 2009 – April 2011)
- Major-General John G. Lorimer (Juni 2011 – April 2013)

Kommandeure 3rd (United Kingdom) Division
- Major-General James M. Cowan (April 2013 – Mai 2015)
- Major-General Patrick N.Y. M. Sanders (Mai 2015 – Dezember 2016)
- Major-General Nick Borton (Dezember 2016 – )